# Daewoo Tico
La Daewoo Tico est une automobile basée sur la Suzuki Alto. 
Sortie en 1991, la voiture était équipée d'un 3 cylindres de 796 cm³ et d'une boîte de vitesses 5 vitesses.
La voiture a été très vendue en Europe de l'Est. Il y avait une usine de montage en Roumanie, à Craiova, sur l'ancien site de fabrication des Oltcit.